# آوشار (آغجه‌آباد)
آوشار (به لاتین: Avşar) یک منطقه مسکونی در جمهوری آذربایجان است که در شهرستان آغجه‌آباد واقع شده است. آوشار ۵۶۰۰ نفر جمعیت دارد.